# 장수 어서각
장수 어서각(長水 御書閣)은 대한민국 전북특별자치도 장수군 번암면 노단리에 있는 건축물이다. 1984년 4월 1일 전라북도의 문화재자료 제32호로 지정되었다.

## 개요
어서각은 임금이 직접 쓴 글씨를 보관하는 장소라는 뜻으로, 추담 장현경에게 하사한 영조의 친필을 보관하기 위하여 정조 23년(1799)에 세웠다.
장현경(1730∼1805)은 영조 28년(1752) 과거에 급제하여 춘추관기사관 겸 홍문관박사를 시작으로 춘추관, 기주관, 편수관 등을 역임하였다.
어서각에 보관되어 있는 글씨는 영조가 직접 쓴 것이다. 영조 39년(1763) 동짓날에 조정대신들을 불러 흰죽과 꿩고기를 내리자, 성은에 감복하여 율시를 지어 올리니 영조가 크게 기뻐면서 시를 지어 내려준 것이라고 한다. 장현경은 이 글을 가지고 고향으로 돌아가 어서각을 짓고 이곳에 보관하였다.
건물은 여러 차례 고쳐 지었는데, 입구에 있는 철로 만든 홍살문과 삼문을 지나면 앞면 3칸·옆면 2칸 규모의 어서각이 있다.
가운데 칸에는 어서각이라는 현판과 건물 수리와 관련된 4개의 현판이 걸려 있고, 안에는 조선 영조가 직접 쓴 글씨를 보존하고 있다.